# Buch-Sankt Magdalena
Buch-Sankt Magdalena osztrák község Stájerország Hartberg-fürstenfeldi járásában. 2017 januárjában 2175 lakosa volt.

## Elhelyezkedése

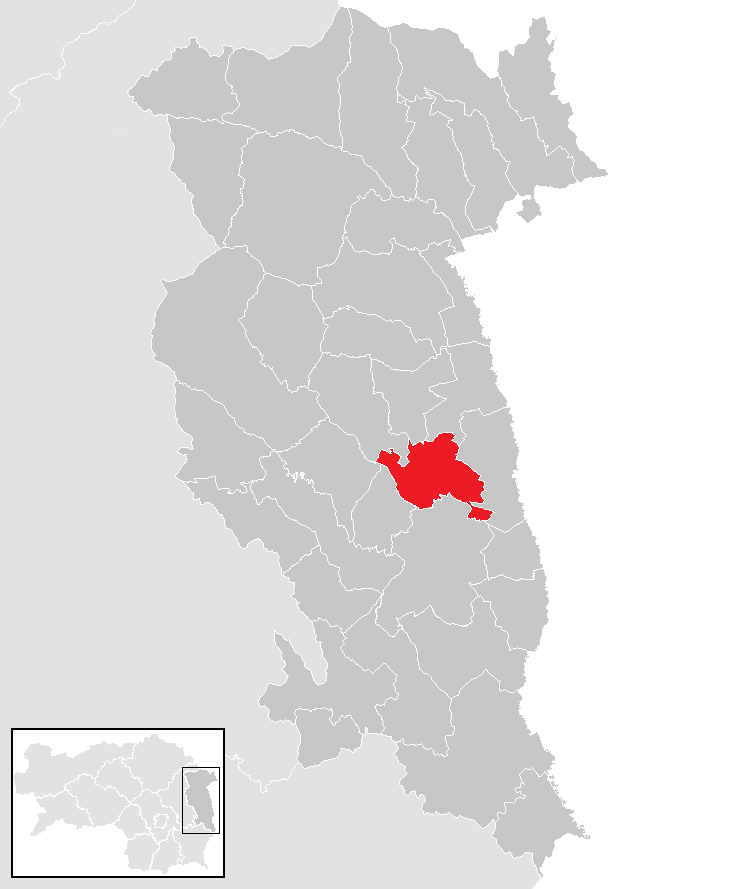
Buch-Sankt Magdalena a Hartberg-fürstenfeldi járásban

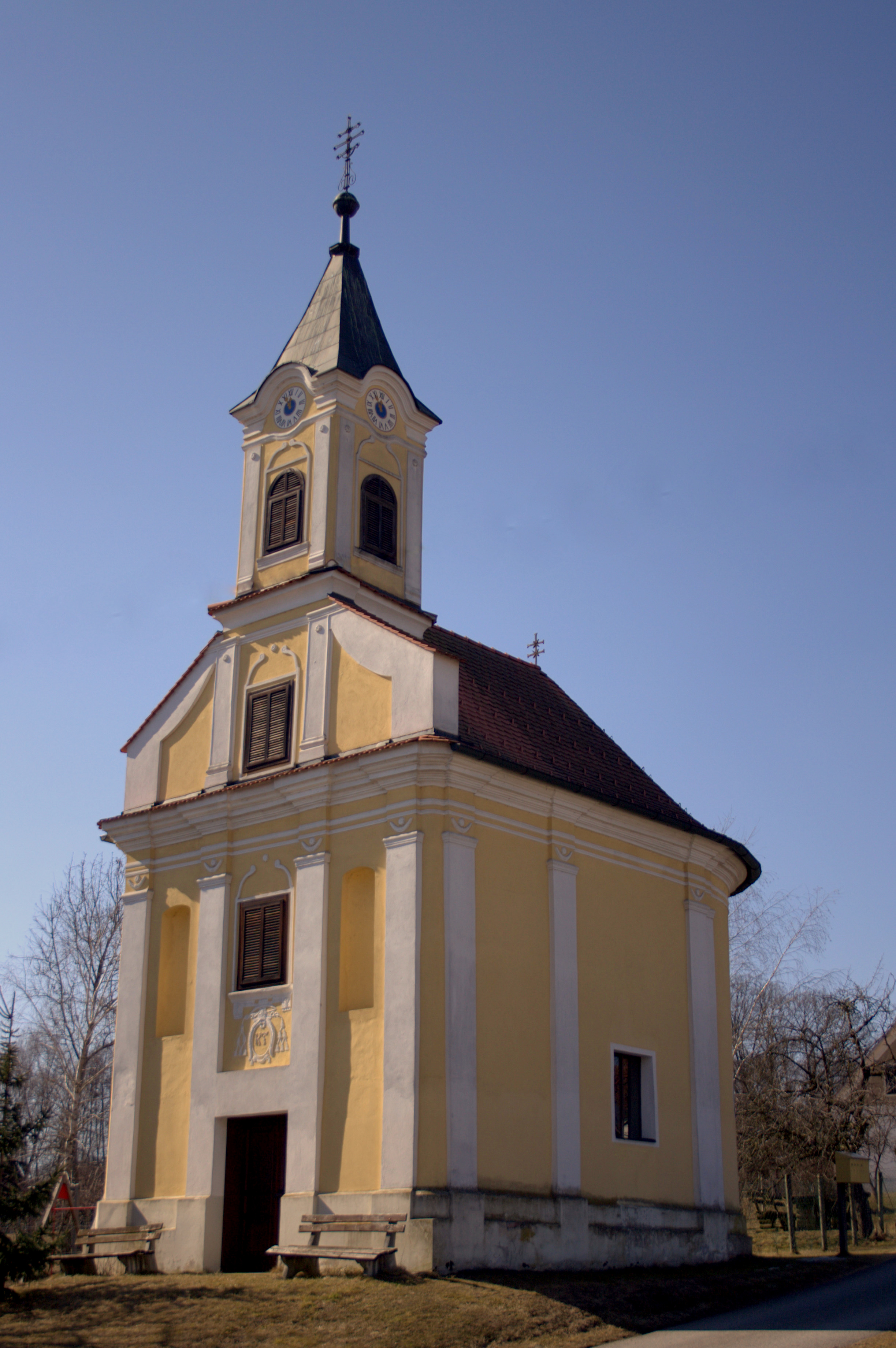
Geiseldorf kápolnája

Buch-Sankt Magdalena a Kelet-stájerországi dombságon fekszik, kb. 7 km-re délre a járási központ Hartbergtől és kb. 40 km-re keletre Graztól. Jelentős folyóvizei a Hartberger Safen és a Dombach, amely nyugati határát alkotja. Az önkormányzat 9 települést egyesít: Geiseldorf (192 lakos), Hopfau (370), Längenbach (37), Lemberg (243), Mitterndorf (74), Oberbuch (139), Unterbuch (591), Unterdombach (131), Weinberg (389). A polgármesteri hivatal Unterbuchban található.  
A környező önkormányzatok: északra Hartberg és Sankt Johann in der Haide, keletre Rohr bei Hartberg, délre Bad Waltersdorf, délnyugatra Ebersdorf, nyugatra Kaindorf, északnyugatra Hartberg Umgebung.

## Története
Az önkormányzat a 2015-ös stájerországi közigazgatási reform során jött létre Sankt Magdalena am Lemberg és Buch-Geiseldorf községek egyesítésével. Utóbbi 1959-ben alakult meg Buch és Geiseldorf községi tanácsának fúziójával. Unterdombach 1969-ben került át a szomszédos Hartberg Umgebungtól.
A másik községi önkormányzat 1848-49-ben még Lemberg néven alakult meg, de temploma védőszentje után hamarosan átkeresztelték Sankt Magdalena am Lembergre. 1959-ben hozzákapcsolták Weinberget, 1968-ban pedig Hopfaut.     

## Lakosság
A Buch-Sankt Magdalena-i önkormányzat területén 2017 januárjában 2175 fő élt. A lakosságszám 1971 óta stabil, gyakorlatilag nem változik. 2015-ben a helybeliek 98,6%-a volt osztrák állampolgár; a külföldiek közül 0,3% a régi (2004 előtti), 0,9% az új EU-tagállamokból érkezett. 2001-ben a lakosok 96,4%-a római katolikusnak, 0,6% evangélikusnak, 2,2% pedig felekezet nélkülinek vallotta magát. 

## Látnivalók
- a Mária Magdolna-plébániatemplom Lembergben
- Geiseldorf kápolnája
- Oberbuch kápolnája
- Unterbuch kápolnája
- a helytörténeti múzeum

## Híres Buch-Sankt Magdalena-iak
- Ludwig Hirsch (1946-2011) színész, dalszerző

## Fordítás
- Ez a szócikk részben vagy egészben  a   Buch-St. Magdalena című német Wikipédia-szócikk ezen változatának fordításán alapul.  Az eredeti cikk szerkesztőit annak laptörténete sorolja fel. Ez a jelzés csupán a megfogalmazás eredetét és a szerzői jogokat jelzi, nem szolgál a cikkben szereplő információk forrásmegjelöléseként.